# Sylt

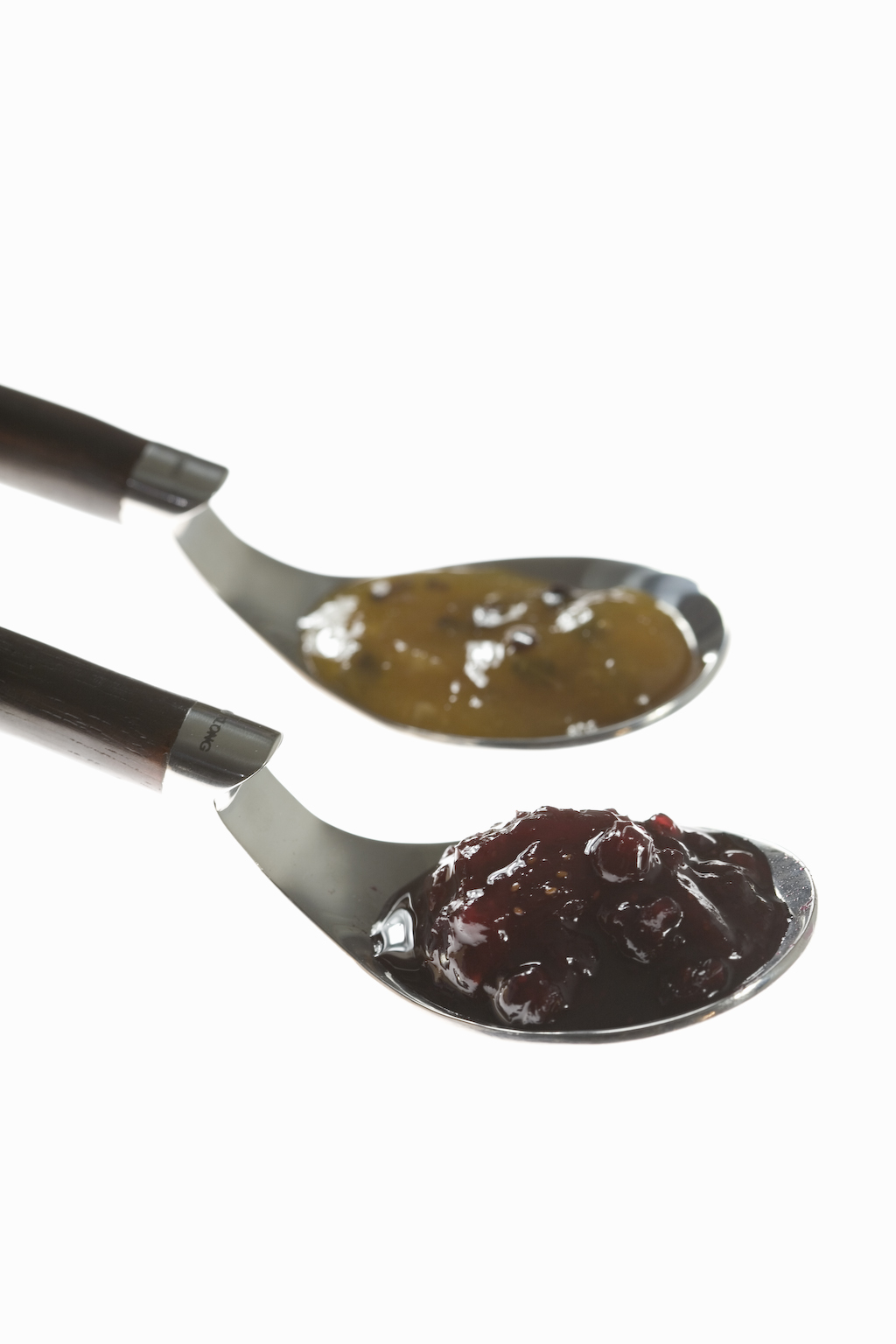
Underst hallonsylt, därovan apelsinmarmelad.

Sylt består av fruktkött från bär eller frukter som genom kokning eller rårörning med socker erhåller betydligt längre hållbarhet än vad frukten eller bäret hade haft om det inte hade syltats. Konsistensen är tämligen lös och halvflytande.
Sockret i sylten både konserverar och förstärker smaken. Med en sockerhalt som överstiger 66 % kan inga mikroorganismer leva i sylten. God hållbarhet uppnås även med en lägre sockerhalt och utan tillsats av konserveringsmedel, men det kräver att produkten kylförvaras.
Sylt skiljer sig från marmelad genom sin tunnare konsistens. Anledningen till konsistensskillnaden kommer dels av att de frukter man traditionellt gör sylt på innehåller mindre naturligt pektin i sitt skal än de frukter man vanligtvis gör marmelad på. Ett exempel på den senare sorten är sevillaapelsinerna som ger en tjock marmelad. Om man vill ha marmelad på en syltfrukt, måste man därför tillföra pektin eller annat förtjockningsmedel vid tillagningen. En annan skillnad mellan sylt och marmelad är att sylten innehåller fruktkött, medan marmeladen består av puré (det vill säga mosade frukter eller bär), ibland med inslag av fruktskal.
Samma recept men med fruktjuice istället för puré eller fruktkött kallas gelé.
I Sverige används sylt som tillbehör till vissa maträtter och i vissa bakverk såsom syltkakor och tårtor. Sylt kan även ingå som ingrediens i klappgröt. I flera andra länder brukar sylt användas som smörgåspålägg.

## Definitioner
Europeiska rådet fastställde i Rådets direktiv om sylt, gelé och marmelad samt sötad kastanjepuré avsedda som livsmedel år 2001 att sylt som grundregel skulle bestå av 35 procent fruktinnehåll för att säljas inom Europeiska unionen. För röda och svarta vinbär, rönnbär, havtorn, nypon och kvitten gällde minst 25 procent. För sylt av ingefära, cashewäpplen och passionsfrukt var gränsvärdena ännu lägre. För det som kallas extra sylt eller extra marmelad sattes kravet på fruktinnehåll högre och bestämmelserna var mer detaljerade för vilka bär och frukter som fick blandas.
I Sverige upprätthålls direktivet av Livsmedelsverket.
Syltdirektivet stod jämte EU:s övriga frukostdirektiv år 2023 under revision i syfte att öka mängden fruktinnehåll.